# Csemegepaprika
A csemegepaprika (Capsicum annuum var. grossum) a közönséges paprika (Capsicum annuum) a többi fajtájánál nagyobb termésű, vastagabb húsú és általában kevésbé csípős változata. Az egyáltalán nem csípős (0 SHU, azaz Scoville-egység) fajtákat édes paprikának is nevezik.
Lecsüngő termésük alakja általában harangra emlékeztet; barázdált, duzzadt.
Főleg nyersen, saláták készítéséhez és főtt ételfélék alapanyagaként használják fel. Jellegzetesen ilyen étel a lecsó, de gyakorta ízesítenek vele különféle párolt vagy pörkölt jellegű húsételeket is. Ezeket a fajtákat kb. a kiültetés utáni 60–80. napon szedik le, amikor még világoszöldek, azaz nem jelent meg rajtuk a piros vagy sárga színezet – a kaliforniai paprikát azonban éppen hogy három (haragoszöld, élénksárga és vörösbordó) színváltozatban forgalmazzák.
7 °C alatt tárolva a hideg károsítja.

## Fajtatípusok
- Zöldpaprika (0 SHU)
- Cubanelle paprika (0 SHU)
- Kaliforniai paprika (0 SHU)
- Pimiento paprika (0 SHU)
- Almapaprika (500-1000 SHU, enyhén csípős termésű)